# Пакт о забвении
Пакт о забвении (исп. Pacto del Olvido) — договорённость испанских политиков, согласованная как с левыми, так и с правыми партиями: не иметь дела с наследием диктатуры Франко, который оставался у власти со времен Гражданской войны в Испании вплоть до своей смерти в 1975 году. Этот пакт был попыткой преодолеть прошлое и сосредоточиться на будущем Испании.
Чтобы обеспечить плавный переход к демократии, пакт гарантировал отсутствие судебного преследования виновных в преступлениях диктатуры. С другой стороны, франкистские памятники, такие как мавзолей Долина Павших, перестали использоваться для официальных мероприятий. Кроме того, праздник День Победы был переименован в День вооружённых сил, чтобы отдать дань уважения националистическим и республиканским партиям.
Пакт поддержал переход к демократии в 1970-х годах и отложил сложные вопросы о недавнем прошлом из опасения поставить под угрозу национальное примирение и восстановление либеральных и демократических свобод. Ответственность за гражданскую войну и за последовавшие за ней репрессии нельзя было возлагать на какую-либо конкретную социальную или политическую группу. На практике это предполагало подавление болезненных воспоминаний, связанных с разделением населения на победителей и проигравших после гражданской войны. Хотя многие историки признают, что пакт сослужил свою службу во время перехода к демократии, существует общественная дискуссия о том, должен ли он продолжать действовать. Испанист Пол Престон считает, что у Франко было время навязать свою собственную версию истории, которая всё ещё мешает современной Испании «взглянуть на свое недавнее жестокое прошлое открыто и честно».

## Правовой контекст
Пакт получил правовую основу в Законе об амнистии 1977 года, которому предшествовала неудовлетворительная частичная амнистия 1976 года. Эта ситуация продолжалась до тех пор, пока избранное в 2004 году социалистическое правительство Сапатеро не провело Закон об исторической памяти. В дополнение к другим мерам этот закон признал незаконными решения и судебные процессы, проведенные режимом Франко, отменил несколько законов того периода и приказал удалить оставшиеся франкистские символы с общественных зданий.
В 2010 году возник судебный спор, связанный с испанским законом об амнистии 1977 года. Испанский судья Бальтасар Гарсон поставил под сомнение Пакт о забвении, заявив, что те, кто совершил преступления против человечности во время режима Франко, не подпадают под действие закона об амнистии или сроки давности. Родственники тех, кто был казнен или пропал без вести при режиме Франко, требовали справедливости для своих близких. Некоторые из тех, кто был убит и похоронен в братских могилах во время режима Франко, были учителями, фермерами, владельцами магазинов, женщинами, которые не выходили замуж в церкви, и просто случайно оказавшимися на проигравшей стороне по итогам гражданской войны. Однако Верховный суд Испании оспорил расследование Гарсона. В отношении судьи было начато расследование по обвинению в злоупотреблении властью и умышленном нарушении закона об амнистии после жалобы Мигеля Бернада, генерального секретаря крайне правой группы в Испании под названием «Чистые руки».
Хотя Гарсон в конечном итоге был оправдан, испанская судебная система оставила в силе Закон об амнистии и приостановила расследование преступлений франкистов.
В июле 2022 года парламент Испании принял закон, который предусматривает розыск более 110 тысяч пропавших без вести в годы гражданской войны, обязанность государства выплатить компенсации родственникам убитых франкистами лиц и иные меры.

## Международные последствия
Организация Объединённых Наций неоднократно призывала Испанию отменить закон об амнистии, например, в 2012, 2013, 2015 и 2017 годах. Это связано с тем, что в соответствии с международным правом амнистии не распространяются на преступления против человечности. Согласно статье 7 Международного пакта о гражданских и политических правах, «никто не должен подвергаться пыткам или жестоким, бесчеловечным или унижающим достоинство видам обращения или наказания». Кроме того, судья Гарсон обратил внимание на статью 15, которая не допускает политических исключений для наказания людей за преступные действия. Однако утверждается, что в эпоху Франко или, по крайней мере, в период гражданской войны эти преступления ещё не были незаконными. Это связано с тем, что международное право о преступлениях против человечности было разработано после Второй мировой войны, и принцип nulla poena sine lege применяется к преступлениям, совершённым до этого периода.
Аргентинский судья Мария Ромильда Сервини, председатель 1-го федерального суда Буэнос-Айреса в 1990—2017 годах, расследовала преступления диктатуры Франко в соответствии с международно-правовым принципом универсальной юрисдикции.